# Alexander Beens
Alexander Beens (Eindhoven, 11 mei 1713 - Eindhoven, 2 januari 1806) is een voormalig burgemeester van de Nederlandse stad Eindhoven.
Beens werd geboren als zoon van Burgemeester Petrus Beens en Barbara van de Ven. In 1752 en 1753 was hij Burgemeester van Eindhoven. 
Hij trouwde aldaar op 16 februari 1741 met Maria Catharina Baertmans, dochter van Burgemeester Wijnandus Baertmans en Joanna Paessens, gedoopt te Eindhoven op 14 juli 1718, begraven in Eindhoven op 23 maart 1814.
Ook zijn zoon Henricus Beens werd Burgemeester van Eindhoven.